# آلت‌هنگشتد
آلت‌هِنگشتد (به آلمانی: Althengstett) یک شهرداری در آلمان است که در بادن-وورتمبرگ واقع شده‌است.

## خصوصیات
آلت‌هِنگشتد ۱۹٫۱۶ کیلومترمربع مساحت دارد ۵۰۳ متر بالاتر از سطح دریا واقع شده‌است.